# Lycosa injusta
Lycosa injusta este o specie de păianjeni din genul Lycosa, familia Lycosidae, descrisă de Banks, 1898. Conform Catalogue of Life specia Lycosa injusta nu are subspecii cunoscute.